# ロス郡区 (ペンシルベニア州アレゲニー郡)
ロス郡区（英: Ross Township）は、アメリカ合衆国ペンシルベニア州のアレゲニー郡にある町（タウンシップ）。人口は3万3567人（2020年）。ピッツバーグの北5キロメートルに位置している。
2007年9月、ペンシルベニア州のその級のタウンシップ法に認められている強い首長と弱い行政委員会の政府形態を採用した。
公共教育はノースヒルズ教育学区に属しており、多くの自治体に跨るノースランド公共図書館の体系に参加している。

## 歴史
1809年6月26日、パイン・タウンシップのジョン・マックナイトが他の30人の住人と共にアレゲニー郡裁判所に新しいタウンシップの創設を請願した。11月の開催期に許可が降りて、ロス・タウンシップが生まれた。ピッツバーグ市の著名な弁護士ジェイムズ・ロスにちなんでロスと名付けられた。1790年のペンシルベニア州憲法を批准するための会議で、ロスが西ペンシルベニアを代表して出席していた。ロスはアメリカ合衆国上院議員となり、ジョージ・ワシントンの私有地弁護士だった。
初期開拓者の多くは、1784年にコーンプランター酋長がジョージ・ワシントンと結んだ条約に、多くのインディアンが同意しなかったので、インディアンを恐れながら暮らしていた。ロス・タウンシップの場合は、セネカ族の狩猟地があり、白人は侵入者だった。1794年になって、正式にインディアン集団を追い出し、カスパー・リールがやっとこの地域が落ち着いたと判断した。リールの双子の息子、デイビッドとカスパー・ジュニアが、ピッツバーグより北では最初に生まれた白人の子となった。
ロス・タウンシップが初期に名声を得たのは、その地域を通る道路だった。インディアンがベナンゴ・パスを通って旅し、それが後にフランクリン道路と呼ばれ、米英戦争の時に「エリー湖の湖上戦」に向かうオリバー・ペリー代将が利用した最大級に重要なルートとなった。ペリーがその戦闘で勝利した後、道路の名前は再度、ペリーズビル・プランク道路と改名された。この時代の道路は、悪天候でも通行を助けられるように、一方に大きな木製板を貼っていた。州上院議員ハーマン・P・ブラントが市境からペリービルまで道を舗装するよう請願したのは1920年代になっていた。この道は再度改称され、現在使われているペリー・ハイウェイとなった。
この道路沿いに1799年にハイランド長老派教会が建設された。この教会は今も残っており、初期の家族の大半がここで礼拝に出席し、また町の集会所としても使われたので、町の中心として機能した。教会の敷地に隣接してペリーズビル学校ができた。ここはピッツバーグとしても、ロス・タウンシップとしても最も悪名高い脱獄囚の舞台となった。1902年1月30日、アレゲニー刑務所長の妻キャサリン・ソッフェルが、愛するようになっていたビドル兄弟の脱獄を助けた。激しい吹雪の中での逃亡となり、ペリーズビル・プランク道路沿いで隠れ家と輸送手段、食べ物を探していた。他に隠れる場所もなくて、ペリーズビル学校校舎の1室に押し入り、昼の教室を温めていただるまストーブの温かさが残っていたので、体を温めた。ビドル兄弟は食べ物を欲し、道路をホワイトハウス・ホテルまで行き、ハム・サンドイッチ6切れとウィスキー1パインとを求めた。エド・ビドルは金が足りないことが分かり、ある女性の札入れを取り出し、それで代金を払った。上着には収納できるだけのポケットもなかったので、拳銃をバーテンダーのクライスト・ウェラーの目に見えるように出していた。二人は馬と馬車を盗もうと何度も試みて失敗した後、スリーデグリー道路沿いに開いている納屋を見つけ、馬と馬車を入手できた。彼らが脱獄したという報せは1月31日朝に伝わり、彼らは追跡されて、バトラー郡で捕まえられた。
これら悪名高いよそ者以外に、ロスの住人の中にも名声を得た者がいた。ハーマン・P・ブラントは州上院議員となり、カスパー・リールとジェイコブ・ウェイツェルは独立戦争の軍人として名声を得、サイモン・ガーティは開拓者に対して背教者となり、世界中で何度も書物に描かれてきた。
1908年、ペリーズビル・ボランティア消防団が結成された。
1962年8月1日、ノースウェイ・モールが62の店舗を擁して開店した。この特徴あるモールはペンシルベニア州では最初期の屋内型モールとなった。
1967年夏、ジム・デリガッティがマックナイト道路沿いにあったマクドナルドのキッチンで、ビッグマックのサンドイッチを発明した。
1984年、ピッツバーグ中国教会がオールドペリー・ハイウェイ8711にある現在の建物を購入した。
ロス・タウンシップの領域は長い間に何度か修正されてきた。例えばアレゲニー・シティが南で設立され（アレゲニー・シティは後にピッツバーグ市と合併した）、シェイラー・タウンシップが東に形成されたときだった。どちらも20世紀に移る前のことだった。1905年、南西隅からウェストビュー・ボロが分離して設立された。その後、境界はほとんど変更されずに残っている。

## ロス・タウンシップの中の地区
- キーオンステーション
- バークレーヒルズ
- キンバラ
- ペリーズビル
- ローレルガーデンズ
- エバーグリーンハイツ
- ハイクリフ
- マックナイト事業地区
- ノースウェイ
- バブコック事業地区
- エバーグリーン・ハムレット

## 地理
ロス・タウンシップは北緯40度31分35秒 西経80度1分19秒 / 北緯40.52639度 西経80.02194度に位置している。
アメリカ合衆国国勢調査局に拠れば、領域全面積は14.4平方マイル (37 km2)であり、このうち陸地がほとんどであり、水域は僅かしかない。

## 周辺の町
ロス・タウンシップの北はマッカンドレス、北東はハンプトン・タウンシップ（1点のみで接する）、東はシェイラー・タウンシップ、南はリザーブ・タウンシップとピッツバーグ市の地区であるサマーヒル、ペリーノース、ブライトンハイツ、南西はベルビュー・ボロ、西はキルバック・タウンシップとオハイオ・タウンシップ、北西はフランクリンパーク・ボロと接している。ロス・タウンシップはウェストビュー・ボロを完全に取り囲んでいる。

## 人口動態
以下は2010年国勢調査による人口統計データである。
| 基礎データ - 人口: 31,105 人 - 世帯数: 14,125 世帯 - 家族数: 8,310 家族 - 人口密度: 831.7人/km2（2,160.1 人/mi2） - 住居数: 14,909 軒 - 住居密度: 398.6軒/km2（1035.3 軒/mi2） 人種別人口構成 - 白人: 94.0% - アフリカン・アメリカン: 2.1% - ネイティブ・アメリカン: 0.1% - アジア人: 2.5% - 太平洋諸島系: 0.0% - その他の人種: 0.3% - 混血: 1.0% - ヒスパニック・ラテン系: 1.1% 年齢別人口構成 - 18歳未満: 17.5% - 18-24歳: 6.6% - 25-44歳: 25.4% - 45-64歳: 29.8% - 65歳以上: 20.8% - 年齢の中央値: 45歳 - 性比（女性100人あたり男性の人口） - 総人口: 88.5 - 18歳以上: 85.3 | 世帯と家族（対世帯数） - 18歳未満の子供がいる: 22.3% - 結婚・同居している夫婦: 47.7% - 未婚・離婚・死別女性が世帯主: 8.0% - 非家族世帯: 41.2% - 単身世帯: 31.8% - 65歳以上の老人1人暮らし: 31.5% - 平均構成人数 - 世帯: 2.15人 - 家族: 2.81人 収入と家計 - 収入の中央値 - 世帯: 57,354米ドル - 家族: 75,319米ドル - 性別 - 男性: 46,124米ドル - 女性: 32,529米ドル - 人口1人あたり収入: 33,121米ドル - 貧困線以下 - 対人口: 6.8% - 対家族数: 4.3% - 18歳未満: 6.0% - 65歳以上: 9.2% |